# Parafia Najświętszego Serca Pana Jezusa w Sworach
Parafia Najświętszego Serca Pana Jezusa w Sworach – parafia rzymskokatolicka w Sworach.

## Historia
Parafia Swory pierwotnie była prawosławna. Po unii brzeskiej parafia dobrowolnie łączy się z Kościołem greckokatolickim. Cerkiew prawosławna przed 1603 r. uległa spaleniu, nową świątynię zafundował Krzysztof Radziwiłł „Sierotka”. Parafia była greckokatolicka do 1875 r., czyli do kasaty unii na Podlasiu. Dwóch ostatnich księży sworskich musiało uciekać za granicę do Galicji z obawy przed aresztowaniem przez prawosławnego gubernatora siedleckiego Stiepana Gromiekę. Od 1875 roku parafia zostaje przemocą zmieniona na prawosławną przez rząd carski.
Po ukazie tolerancyjnym w 1905 roku wydanym przez cara Mikołaja II w ciągu 1907 r. i 1908 r. wybudowano nowy kościół (książę Światopełk-Mirski oficjalnie udał się do Petersburga prosić cara Mikołaja II o pozwolenie na budowę świątyni rzymskokatolickiej), gdyż cerkiew prawosławna proroka Eliasza nie została zwrócona unitom. Parafia prawosławna istniała do 1915 r., zarządzana przez księdza prawosławnego Emiliana Sztelmachowa. Została ewakuowana przez rząd carski do Rosji. Po 11 latach w 1926 r. cerkiew prawosławna została rozebrana.
Parafia oficjalnie została erygowana w 1919 r. przez biskupa Henryka Przeździeckiego. W 1921 r. miała miejsce pierwsza wizytacja biskupia. W 2003 r. parafia uroczyście obchodziła 400-lecie istnienia. 21 września 2008 parafia Swory uroczyście obchodziła 100-lecie fundacji i budowy kościoła.

## Zasięg parafii
Do parafii należą wierni z następujących miejscowości:  Swory, Cełujki, Franopol, Krzymowskie, Pojelce, Pólko, Sycyna, Woroniec, Zabłocie
.

## Poczet proboszczów
Księża pełniący funkcję proboszcza w parafii:

- 5 września 1908 Antoni Kotyłło znany był jako wielki opiekun unitów.
- 26 kwietnia  1911 Franciszek Szurek
- 10 grudnia 1929 Jan Kościelniak.
- 15 marca 1931 Jan Bakiera
- 20 czerwca 1935 Antoni Paduch
- 1  marca 1936 Franciszek Próchniewicz
- 1 marca 1942 Marian Eugeniusz Bujno
- 15 listopada 1952 Tadeusz Połoński
- 1 listopada 1953 Piotr Zarych
- 15 lutego 1962 Jan Kurowski
- 28 listopada 1980 Edmund Wałuszko
- 21 lipca 1988 Mieczysław Mikulski
- 1 maja 2001 Stanisław Chodźko
- 25 lipca 2012 Piotr Oskroba
- 1 lipca 2013 Jan Mroczek

## Duszpasterstwo
Przy parafii działają następujące grupy:

- Rada Parafialna – po jednym przedstawicielu z każdej wsi
- 20 kółek różańcowych
- Legion Maryi
- Przyjaciół katolickiego Radia Podlasia
- Związek Harcerstwa Polskiego
- Ministranci
- Lektorzy